# Diego Enríquez de Guzmán (virrey de Sicilia)
Diego Enríquez de Guzmán (m. 2 de agosto de 1604), V conde de Alba de Liste, virrey de Sicilia entre 1585 y 1592, consejero de Estado, gentilhombre del rey, comendador de la Orden del Toisón de Oro (1602) y mayordomo mayor de la reina Margarita de Austria y la infanta Isabel Clara Eugenia.

## Biografía
Nació en Zamora, siendo sus padres Enrique Enríquez de Guzmán y Leonor de Toledo. Participó en la batalla de Lepanto y como capitán en la Guerra de los Ochenta Años. Para premiar sus servicios, el 26 de enero de 1585, desde Alcalá, el monarca Felipe II de España lo nombró virrey de Sicilia. El conde se puso en marcha inmediatamente. Sofocó unos motines populares en Nápoles, donde fue jurado virrey, y el 3 de agosto de 1585 entró en Palermo acompañado de su esposa, María de Urrea, hija de los condes de Aranda.
Como virrey, el 17 de mayo de 1586 celebró un parlamento extraordinario para pedir la concesión de doscientos mil escudos sicilianos, destinados a la dote de la infanta Catalina Micaela de Austria. En ese mismo año creó el hospital de San Bartolomé y en 1589 el de San Giacomo. También mandó disecar el lago del Papirito, construir numerosas fuentes en Palermo y abastecer de víveres a la armada marítima española (por entonces, enfrentada a los ingleses).
A principios de abril de 1588 convocó nuevamente el parlamento general para tratar la fortificación de la isla, en previsión de un posible ataque inglés. Todas estas medidas le valieron su confirmación en el cargo el 4 de agosto, aunque recién el 23 de marzo del año siguiente tomó posesión del virreinato, por segunda vez.
Su segundo mandato fue uno de los más difíciles, debido al hambre, la crisis epidémica, las rebeliones y la pérdida de apoyo por parte de los nobles, quienes en julio de 1591 se negaron a concederle el donativo acostumbrado a los virreyes. Por esta situación, en 1592 el conde renunció y regresó a Zamora.
Para saldar la deuda de 70 000 ducados que el Estado tenía con él en concepto de sueldo virreinal, Felipe II lo nombró mayordomo mayor de la reina Margarita de Austria. En 1602 fue condecorado con el Toisón de Oro. Murió el 2 de agosto de 1604 sin sucesión, por lo que el condado de Alba de Liste pasó a su hermano Antonio Enríquez de Guzmán.